# Pontboset Skyrace
La Pontboset Skyrace - Trofeo Paolo Jacquin è una gara di skyrunning, che si svolge nella regione autonoma Valle d'Aosta, ogni anno nella prima domenica di agosto. Nel biennio 2007-2008 la manifestazione era valevole come 2ª prova del Campionato valdostano di skyrunning, mentre dal 2009 (in seguito alla sospensione della Mezzalama Skyrace) è diventata prova unica.

## Percorso
La gara, che si svolge in prevalenza su mulattiere, sentieri e pietraie d'alta quota, parte dalla località di Pontboset (780 m s.l.m.), nella media valle di Champorcher, per poi imboccare la mulattiera che conduce in località Crest; da qui il tracciato diviene meno ripido, costeggiando una parete rocciosa prima di portare gli skyrunners a percorrere i prati della località Brenve. Un pezzo impegnativo composto da sentiero e pietraia fa raggiungere il rifornimento posto al col Bruillet (2450 m s.l.m.), nei pressi del Lac Cornu. Una volta percorso un traverso di tre km con vista panoramica sul Monte Rosa e su tutta la Valle si scende velocemente verso la località di Troume. Da qui una salita meno impegnativa porta gli atleti a Plan Mérié, luogo in cui ricomincia la discesa in direzione di Frassiney; da dove fra prati e mulattiere, dopo circa 23 km e 2100 m. di dislivello positivo, si giunge all'arrivo di Pontboset.

## Record
- il record di percorrenza maschile sul tracciato classico è di 2h22'28", ed è stato stabilito da Lucio Fregona nell'edizione del 2006; quello femminile appartiene all'atleta di casa Gloriana Pellissier, fatto registrare nel 2005 in 2h56'42".
- l'atleta che vanta il maggior numero di successi in campo maschile è il valdostano Dennis Brunod con 5, in campo femminile Gloriana Pellissier con 5.

## Albo d'oro maschile
| Anno | Vincitore          | Secondo          | Terzo           |
| ---- | ------------------ | ---------------- | --------------- |
| 2003 | Ettore Champrétavy | Giacomo Sangalli | Giancarlo Costa |
| 2004 | Dennis Brunod      | Paolo Bert       | Marco Maini     |
| 2005 | Lucio Fregona      | Dennis Brunod    | Fulvio Dapit    |
| 2006 | Lucio Fregona      | Dennis Brunod    | Fausto Rizzi    |
| 2007 | Dennis Brunod      | Fulvio Dapit     | Paolo Bert      |
| 2008 | Dennis Brunod      | Massimo Colombo  | Jean Pellissier |
| 2009 | Massimo Colombo    | Claudio Garnier  | Daniele Zerboni |
| 2010 | Dennis Brunod      | Massimo Colombo  | Paolo Bert      |
| 2011 | Dennis Brunod      | Paolo Bert       | Claudio Garnier |

- 2003 edizione di 33 km